# Улица Смазчиков
У́лица Сма́зчиков — магистральная улица в жилом районе Пионерский Кировского административного района Екатеринбурга. Связывает жилые районы Пионерский и Вокзальный.

## Расположение и благоустройство
Улица Смазчиков идёт с юго-запада на северо-восток между улицами Кондукторской и Маяковского. Начинается от завершения улицы Челюскинцев и заканчивается переходом в улицу Сулимова у пересечения с Омской улицей. Протяжённость улицы составляет около 600 метров. Ширина проезжей части — около 15 м (по две полосы в каждую сторону движения). На протяжении улицы имеются три светофора, нерегулируемых пешеходных переходов не имеется.
Пересекается с Уральской и Омской улицами. Слева на улицу выходит улица Красина. С чётной стороны улицы проходят трамвайные пути. С обеих сторон улица оборудована тротуарами.

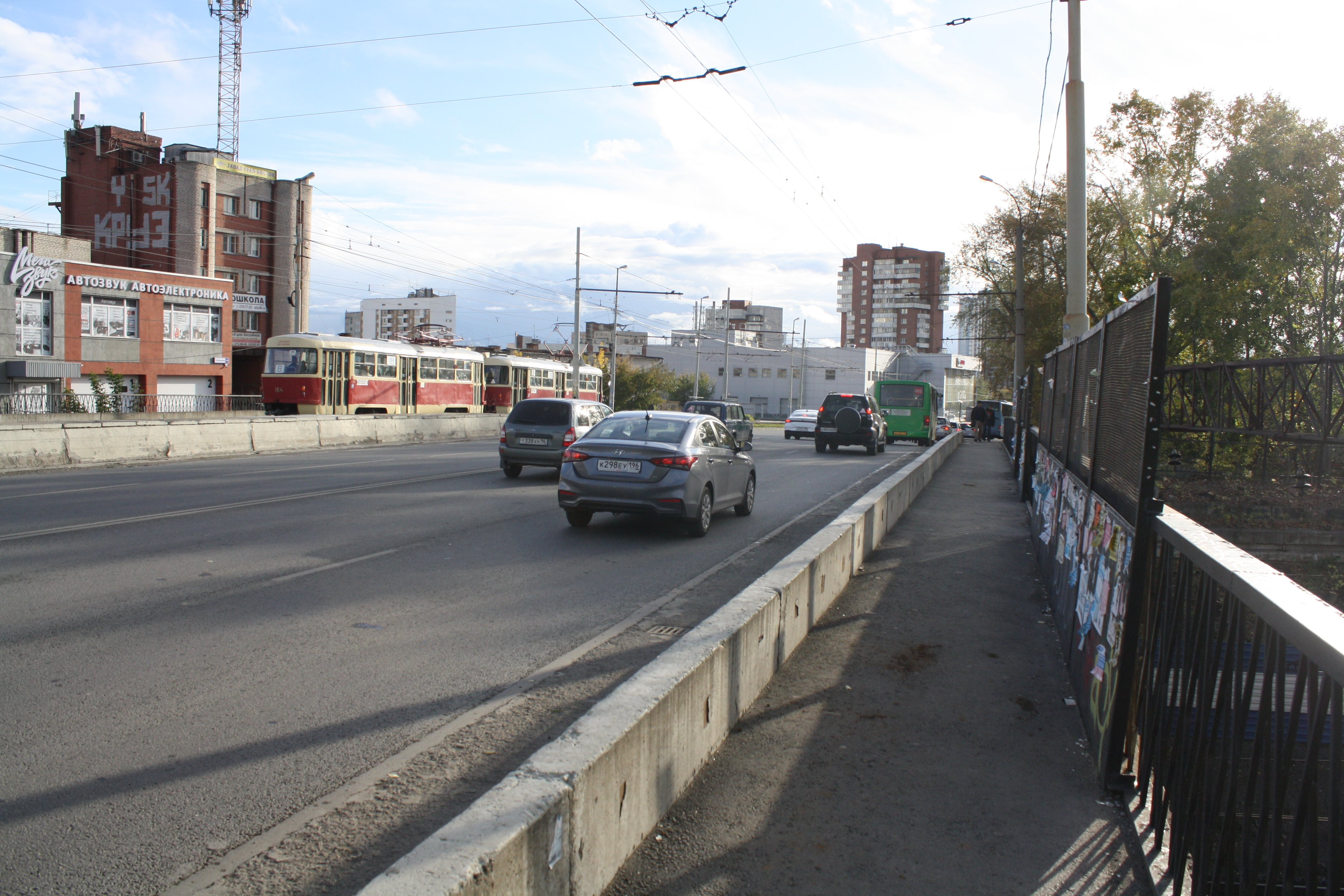
Мост на улице Смазчиков, 2021 год. Направление съемки — запад, к железнодорожному вокзалу.

## История
Возникновение улицы Смазчиков связано с формированием и последующим развитием Нового посёлка (современный Пионерский жилой район) в середине 1920-х годов. Впервые улица появляется на плане Свердловска 1929 года как застроенная на участке от улицы Железнодорожников до Уральской улицы. На плане города 1939 года уже показан застроенным квартал от Уральской до Омской улицы. В конце 1960-х годов чётная сторона улицы была застроена несколькими многоэтажными зданиями типовых серий. В 2000-е годы улицы была расширена. Современная улица застроена многоквартирными жилыми домами, от старой застройки 1920-х годов осталось только два дома.

## Здания и сооружения
По нечётной стороне
- № 3 — 17-этажный многоквартирный жилой дом постройки 2000-х годов;
- № 5 — 9-этажный 238-квартирный панельный жилой дом 1989 года постройки.

По чётной стороне
- № 2 — 9-этажный 36-квартирный кирпичный жилой дом 1978 года постройки;
- № 4 — 5-этажный 79-квартирный панельный жилой дом 1969 года постройки;
- № 6 — 5-этажный 80-квартирный панельный жилой дом 1969 года постройки;
- № 8 — 5-этажный 79-квартирный панельный жилой дом 1969 года постройки;
- № 10 — 4-этажное административное здание постройки 2000-х годов;
- № 16 (Уральская, 17) — 2-этажный деревянный жилой дом 1926 года постройки, снесён.
- № 18 (Омская, 97) — 2-этажный деревянный жилой дом 1925 года постройки, снесён.

На улицу также выходят фасадами несколько многоэтажных домов, приписанных к соседним улицам.

## Транспорт

### Наземный общественный транспорт
- Остановка общественного транспорта «Уральская»:
  - Автобус — № 48, 82, 86, 87;
  - Троллейбус — № 32.
- Остановка общественного транспорта «Пионерская»:
  - Автобус — № 48, 82, 86, 87;
  - Трамвай — № 2, 5,7, 8, 12, 14, 16, 20, 23;
  - Троллейбус — № 32.

### Ближайшие станции метро
В 1 км от начала улицы находится станция метро  «Уральская».